# Коробовщинский
Коробовщинский — посёлок в Кольчугинском районе Владимирской области России, входит в состав Раздольевского сельского поселения.

## География
Посёлок расположен в 15 км на запад от центра поселения посёлка Раздолье и в 8 км на юго-запад от райцентра города Кольчугино, остановочный пункт Коробовщинская на ж/д линии Александров — Иваново.

## История
После Великой Отечественной войны посёлок входил в состав Коробовщинского сельсовета Кольчугинского района, с 1979 года — в составе Белореченского сельсовета, с 1984 года — в составе Раздольевского сельсовета, с 2005 года — в составе Раздольевского сельского поселения.

## Население
| 2002 | 2010 | 2021 |
| ---- | ---- | ---- |
| 86   | ↘30  | ↗46  |